# Furina (proteïna)
La furina és un enzim que en els éssers humans és codificat pel gen de FURIN. Algunes proteïnes quan es sintetitzen són inactives i necessiten que s'eliminin certes seccions per tal de ser actives. La furina trenca aquestes seccions i així activa les proteïnes.

## Funció
La proteïna codificada per aquest gen és un enzim que pertany a la família de les pro-proteïnes convertasa. Els membres d'aquesta família processen les proteïnes precursores latents convertint-tes en els seus productes biològicament actius.
La furina és enriquida a l'aparell de Golgi, on s'encarrega de trencar altres proteïnes per a que adquireixin la seva forma activa.
La furina també és utilitzada per certs patògens, per exemple, les proteïnes embolcalll de virus com VIH, grip, dengue, molts filovirus com l'ebola i el virus de Marburg, i possiblement la proteïna de SARS-CoV-2, han de ser escindides per la furina per a esdevenir plenament funcionals. La toxina de l'ànthrax, les pseudomonas exotoxina, i els papillomaviridae han de ser processats per la furina durant la seva entrada inicial a les cèl·lules amfitriones. Els inhibidors de la furina són considerats agents terapèutics per tractar les infeccions d'anthrax.

## Més informació
- «Oligo-capping: a simple method to replace the cap structure of eukaryotic mRNAs with oligoribonucleotides». Gene, 138, 1–2, 1-1994, pàg. 171–4. DOI: 10.1016/0378-1119(94)90802-8. PMID: 8125298.
- «Construction and characterization of a full length-enriched and a 5'-end-enriched cDNA library». Gene, 200, 1–2, 10-1997, pàg. 149–56. DOI: 10.1016/S0378-1119(97)00411-3. PMID: 9373149.
- «Prostate-localized and androgen-regulated expression of the membrane-bound serine protease TMPRSS2». Cancer Research, 59, 17, 9-1999, pàg. 4180–4. PMID: 10485450.
- «Expression of transmembrane serine protease TMPRSS2 in mouse and human tissues». The Journal of Pathology, 193, 1, 1-2001, pàg. 134–40. DOI: 10.1002/1096-9896(2000)9999:9999<::AID-PATH743>3.0.CO;2-T. PMID: 11169526.
- «Catalytic cleavage of the androgen-regulated TMPRSS2 protease results in its secretion by prostate and prostate cancer epithelia». Cancer Research, 61, 4, 2-2001, pàg. 1686–92. PMID: 11245484.
- «Cloning and characterization of the cDNA and gene for human epitheliasin». European Journal of Biochemistry, 268, 9, 5-2001, pàg. 2687–99. DOI: 10.1046/j.1432-1327.2001.02165.x. PMID: 11322890.
- «Mutation analyses of 268 candidate genes in human tumor cell lines». Genomics, 74, 3, 6-2001, pàg. 352–64. DOI: 10.1006/geno.2001.6551. PMID: 11414763.
- «The membrane-anchored serine protease, TMPRSS2, activates PAR-2 in prostate cancer cells». The Biochemical Journal, 388, Pt 3, 6-2005, pàg. 967–72. DOI: 10.1042/BJ20041066. PMC: 1183478. PMID: 15537383.
- «Confirmation of the high frequency of the TMPRSS2/ERG fusion gene in prostate cancer». Genes, Chromosomes & Cancer, 45, 7, 7-2006, pàg. 717–9. DOI: 10.1002/gcc.20329. PMID: 16575875.
- «TMPRSS2:ETV4 gene fusions define a third molecular subtype of prostate cancer». Cancer Research, 66, 7, 4-2006, pàg. 3396–400. DOI: 10.1158/0008-5472.CAN-06-0168. PMID: 16585160.
- «Three-color FISH analysis of TMPRSS2/ERG fusions in prostate cancer indicates that genomic microdeletion of chromosome 21 is associated with rearrangement». Neoplasia, 8, 6, 6-2006, pàg. 465–9. DOI: 10.1593/neo.06283. PMC: 1601467. PMID: 16820092.
- «Proteolytic activation of influenza viruses by serine proteases TMPRSS2 and HAT from human airway epithelium». Journal of Virology, 80, 19, 10-2006, pàg. 9896–8. DOI: 10.1128/JVI.01118-06. PMC: 1617224. PMID: 16973594.
- «TMPRSS2-ERG gene fusion causing ERG overexpression precedes chromosome copy number changes in prostate carcinomas and paired HGPIN lesions». Neoplasia, 8, 10, 10-2006, pàg. 826–32. DOI: 10.1593/neo.06427. PMC: 1715930. PMID: 17032499.
- «Absence of fusion of TMPRSS2 and ETS transcription factor genes in gastric and colorectal carcinomas». APMIS, 115, 3, 3-2007, pàg. 252–3. DOI: 10.1111/j.1600-0463.2007.apm_652.x. PMID: 17367471.
- «Molecular genetic analyses of the TMPRSS2-ERG and TMPRSS2-ETV1 gene fusions in 50 cases of prostate cancer». Oncology Reports, 17, 5, 5-2007, pàg. 1033–6. DOI: 10.3892/or.17.5.1033. PMID: 17390040.
- «Gene fusions between TMPRSS2 and ETS family genes in prostate cancer: frequency and transcript variant analysis by RT-PCR and FISH on paraffin-embedded tissues». Modern Pathology, 20, 9, 9-2007, pàg. 921–8. DOI: 10.1038/modpathol.3800903. PMID: 17632455.